# Gastornis
Gastornis, známý také jako Diatryma, Barornis či Zhongyuanus byl rod velkého, nelétavého ptáka, většího než dospělý člověk.

## Popis
Gastornis měřil na výšku přes 2 m a měla mohutnou, kolem 43 cm dlouhou lebku se silným zobákem. Gastornis byl dlouho považován za predátora, v roce 2012 se zjistilo, že byl býložravcem. Důvod byl ten, že Gastornis byl velmi pomalý, neměl na konci zobáku zahnutý hák (jako ostatní draví ptáci) a na nohou neměl ostré drápy. Silný zobák zřejmě sloužil k louskání ořechů.
Diatrymu pravděpodobně vyhubili draví hyenodontidi, kteří se vyvinuli v Asii a přešli do Evropy poté, kdy se asijská deska spojila se západní kontinentální deskou.

## Historie
Gastornis je název, který vymyslel v roce 1855 Gaston Planté, jenž našel téhož roku první fosílie tohoto pravěkého ptáka. Název Diatryma byl vytvořen W. D. Matthewem a W. Grangerem. V roce 2020 byl formálně popsán další druh tohoto rodu, Gastornis laurenti.
Nová odborná práce publikovaná na konci roku 2024 ukazuje, že Diatryma by nakonec mohl být skutečně odlišný a tedy i vědecky platný rod, zatímco Gastornis by představoval jiný, vývojově příbuzný taxon.